# 比斯克尔
比斯克尔（法語：Buysscheure，法語發音：[bɥiskœʁ]）是法国上法兰西大区北部省的一个市镇，位于该省西北部，属于敦刻尔克区。

## 地理
比斯克尔（50°48'14"N, 2°19'59"E）面积6.15 平方千米，位于法国上法蘭西大區北部省，该省份为法国最北部的省份及最长的省份，西北濒北海，西接加来海峡省，南至埃纳省和索姆省，东与比利时接壤。
与比斯克尔接壤的市镇（或旧市镇、城区）包括：吕布鲁克、布罗克塞勒、莱德尔泽勒、尼约尔莱、诺尔佩讷。
比斯克尔的时区为UTC+01:00、UTC+02:00（夏令时）。

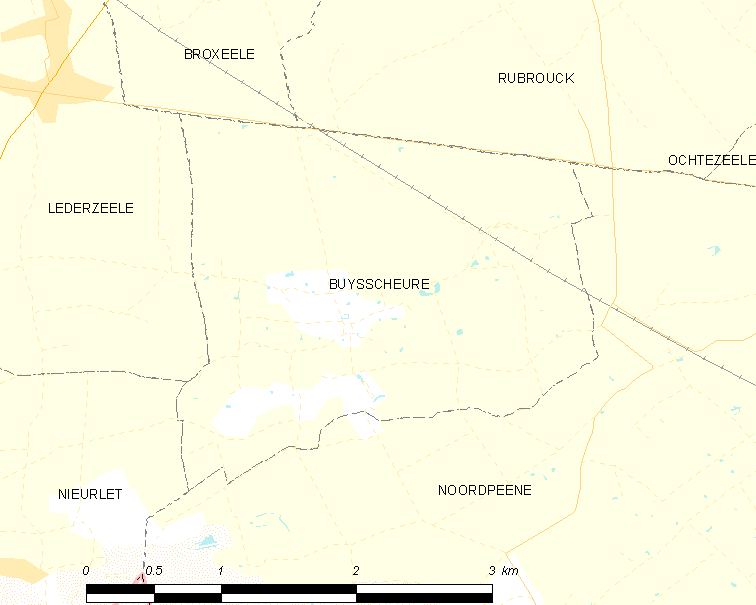
比斯克尔的OSM定位图

## 行政
比斯克尔的邮政编码为59285，INSEE市镇编码为59119。

## 政治
比斯克尔所属的省级选区为沃尔穆特县。

## 人口

1962-2008年间比斯克尔人口变化图示

比斯克尔于2022年1月1日时的人口数量为580人。